# Doris Lockness
Doris Estella Rhoads, nascida Doris Estella Lockness (Pensilvânia, 2 de fevereiro de 1910 - Folsom, 30 de janeiro de 2017), foi uma aviadora americana pioneira. Ela foi uma das 25.000 mulheres que se candidataram para ser pilotos do Women Airforce Service Pilots na Segunda Guerra Mundial e foi uma das 1.074 aceitas.
Ela começou a voar em 1939 e trabalhou como engenheiro de ligação na Douglas Aircraft Company.
Em 1997, uma biografia de Lockness foi incluída na exposição “Mulheres e Voo” no Museu Nacional do Ar e do Espaço. Lockness morreu 3 dias antes de seu 107º aniversário em 2017 em Folsom, Califórnia
Era a mãe de David Rhoads e Ronald Rhoads.

## Prêmios
- 1995 - Prêmio de Ancião da Aviação da Associação Nacional de Aeronáutica.
- 1996 - Prêmio Livingston das Whirly Girls.
- 1997 - Troféu Memorial Katharine Wright da NAA.
- 2002 - Hall da Fama Internacional de Pioneiros da Aviação.
- 2010 - Ordem Honorável de São Miguel da Guarda Nacional da Califórnia.